# چوب‌ابریشمی سیلان
چوب‌ابریشمی سیلان (نام علمی: Chloroxylon swietenia) نام یک گونه از سرده چوب‌زردها است.